# 马山镇 (柳城县)
马山乡，是中华人民共和国广西壮族自治区柳州市柳城县下辖的一个乡镇级行政单位。

## 行政区划
马山乡下辖以下地区：
马山社区、八甲村、龙田村、北浩村、马山村、横山村、大龙村、五塘村、肯洛村和四塘农场生活区。